# Listă de nume românești - litera F
Această pagină, supusă continuu îmbunătățirii, conține peste 1200 de nume de familie românești care încep cu litera F.
| Fa - Fabricantu (wikt) - Fabriș (wikt) - Facașciuc (wikt) - Fachin (wikt) - Făinărea (wikt) - Fachiol (wikt) - Fachiura (wikt) - Facoș (wikt) - Faghi (wikt) - Faghiura (wikt) - Fagu (wikt) - Faibiș (wikt) - Faiciuc (wikt) - Faida (wikt) - Faifer (wikt) - Fail (wikt) - Faimărea (wikt) - Faimec (wikt) - Faimoc (wikt) - Fainara (wikt) - Faităr (wikt) - Faladău (wikt) - Falcă (wikt) - Falfara (wikt) - Faliboga (wikt) - Faliciu (wikt) - Falnicu (wikt) - Falniță (wikt) - Falotă (wikt) - Fană (wikt) - Fanacă (wikt) - Fanache (wikt) - Fanaragiu (wikt) - Fânățean (wikt) - Fandaciciu (wikt) - Fandarac (wikt) - Fandolea (wikt) - Fane (wikt) - Fanea (wikt) - Fania (wikt) - Faniciu (wikt) - Fanoș (wikt) - Fantaziu (wikt) - Fanu (wikt) - Fara (wikt) - Farago (wikt) - Faraoanu (wikt) - Faraon (wikt) - Faraoneanu (wikt) - Faraonel (wikt) - Farasigan (wikt) - Farcaș (wikt) - Farcași (wikt) - Farcău (wikt) - Farcoș (wikt) - Farfară (wikt) - Farfulea (wikt) - Fariseu (wikt) - Farkaș (wikt) - Farmatu (wikt) - Farnea (wikt) - Faroghi (wikt) - Farțade (wikt) - Fasolă (wikt) - Fasole (wikt) - Fata (wikt) - Fati (wikt) - Faur (wikt) - Fazăcaș (wikt) - Fazakaș (wikt) - Fazecaș (wikt) | Fă - Făcăeanu (wikt) - Făcăeru (wikt) - Făcăianu (wikt) - Făcălă (wikt) - Făcăleață (wikt) - Făcăleț (wikt) - Făcălețiu (wikt) - Făcăoanu (wikt) - Făcăoaru (wikt) - Făcaș (wikt) - Făcilă (wikt) - Făciu (wikt) - Fădor (wikt) - Fădureanu (wikt) - Făgădăoan (wikt) - Făgădar (wikt) - Făgădaru (wikt) - Făgădău (wikt) - Făgăraș (wikt) - Făgărășan (wikt) - Făgărășanu (wikt) - Făgărășeanu (wikt) - Făgaș (wikt) - Făget (wikt) - Făgețan (wikt) - Făgețel (wikt) - Făghian (wikt) - Făghiean (wikt) - Făgurel (wikt) - Făicuța (wikt) - Făină (wikt) - Făinărea (wikt) - Făinariu (wikt) - Făinaru (wikt) - Făiniș (wikt) - Făiniși (wikt) - Făiniță (wikt) - Făinoiu (wikt) - Fălădău (wikt) - Fălămaș (wikt) - Fălan (wikt) - Fălăuș (wikt) - Fălcan (wikt) - Fălcescu (wikt) - Fălcianu (wikt) - Fălcică (wikt) - Fălcoe (wikt) - Fălcoianu (wikt) - Fălcuie (wikt) - Fălculete (wikt) - Fălcușan (wikt) - Fălcuță (wikt) - Fălcuțeanu (wikt) - Făleanu (wikt) - Făltic (wikt) - Fălticeanu (wikt) - Fălticineanu (wikt) - Făluță (wikt) - Fănăreanu (wikt) - Fănățan (wikt) - Fănătău (wikt) - Fănel (wikt) - Fănețan (wikt) - Fănică (wikt) - Făniță (wikt) - Fănoiu (wikt) - Fănuică (wikt) - Fănuț (wikt) - Fănuță (wikt) - Fărăgău (wikt) - Fărăian (wikt) - Fărâmă (wikt) - Fărămiță (wikt) - Făran (wikt) - Făraru (wikt) - Fărău (wikt) - Fărcal (wikt) - Fărcălău (wikt) - Fărcane (wikt) - Fărcanea (wikt) - Fărcaș (wikt) - Fărcășan (wikt) - Fărcășanu (wikt) - Fărcășel (wikt) - Fărcășescu (wikt) - Fărcași (wikt) - Fărcașiu (wikt) - Fărcășiu (wikt) - Fărcașu (wikt) - Fărcatu (wikt) - Fărcău (wikt) - Fărchescu (wikt) - Fărcuț (wikt) - Fărcuță (wikt) - Fărcuțiu (wikt) - Fărîmă (wikt) - Fărmuși (wikt) - Fărtăiș (wikt) - Fărțan (wikt) - Fărțăscu (wikt) - Fășie (wikt) - Făsui (wikt) - Făt (wikt) - Fătăcianu (wikt) - Fățan (wikt) - Fătășan (wikt) - Fătu (wikt) - Fătul (wikt) - Fătulescu (wikt) - Fătuloiu (wikt) - Fătușan (wikt) - Fău (wikt) - Făurescu (wikt) | Fâ - Fâc (wikt) - Fâcă (wikt) - Fâciu (wikt) - Fâlfan (wikt) - Fâlfănescu (wikt) - Fânăreanu (wikt) - Fânaru (wikt) - Fânățan (wikt) - Fântâna (wikt) - Fântână (wikt) - Fântânariu (wikt) - Fântâneanu (wikt) - Fântâneru (wikt) - Fântânescu (wikt) - Fârc (wikt) - Fârcă (wikt) - Fârcea (wikt) - Fârcia (wikt) - Fârcuță (wikt) - Fârcuțiu (wikt) - Fârdean (wikt) - Fârdeanu (wikt) - Fârlea (wikt) - Fârșirotu (wikt) - Fârță (wikt) - Fârtade (wikt) - Fârtăeș (wikt) - Fârțănescu (wikt) - Fârtat (wikt) - Fârțe (wikt) - Fârțescu (wikt) - Fârțonea (wikt) - Fârțu (wikt) - Fârțușnic (wikt) - Fâsan (wikt) - Fâscă (wikt) - Fâscui (wikt) - Fâșie (wikt) - Fâșioiu (wikt) - Fâstâcală (wikt) | Fe - Feca (wikt) - Fecar (wikt) - Fechea (wikt) - Fecher (wikt) - Fechet (wikt) - Fechetă (wikt) - Fechete (wikt) - Fechetea (wikt) - Fecheteanu (wikt) - Feciche (wikt) - Fecioru (wikt) - Fecu (wikt) - Fedac (wikt) - Fedar (wikt) - Fedarnic (wikt) - Fedeleș (wikt) - Federciuc (wikt) - Federeac (wikt) - Federenciuc (wikt) - Fedeuan (wikt) - Fedic (wikt) - Fediuc (wikt) - Fediucel (wikt) - Fedmașu (wikt) - Fedor (wikt) - Fedoraș (wikt) - Fedorca (wikt) - Fedorciuc (wikt) - Fedoreac (wikt) - Fedorovici (wikt) - Fedur (wikt) - Feerdan (wikt) - Feghiu (wikt) - Feghiuș (wikt) - Feiciu (wikt) - Feieș (wikt) - Feire (wikt) - Feișan (wikt) - Felca (wikt) - Felciuc (wikt) - Feldeorean (wikt) - Felderean (wikt) - Feldereanu (wikt) - Feldeș (wikt) - Feldiorean (wikt) - Feldioreanu (wikt) - Feldrihan (wikt) - Felea (wikt) - Feleacă (wikt) - Feleagă (wikt) - Felean (wikt) - Felecan (wikt) - Felecanu (wikt) - Felegan (wikt) - Felegean (wikt) - Felegeanu (wikt) - Felegheru (wikt) - Felerar (wikt) - Feleșteanu (wikt) - Felezan (wikt) - Felezeu (wikt) - Felic (wikt) - Felie (wikt) - Felincioiu (wikt) - Felindean (wikt) - Felindeanu (wikt) - Feliu (wikt) - Felix (wikt) - Felnecan (wikt) - Felseghi (wikt) - Felțan (wikt) - Felușcă (wikt) - Fenchea (wikt) - Fendu (wikt) - Fenea (wikt) - Fenechiu (wikt) - Fener (wikt) - Feneriu (wikt) - Feneru (wikt) - Feneșan (wikt) - Feneșer (wikt) - Feneși (wikt) - Fenic (wikt) - Fenichi (wikt) - Fenichiu (wikt) - Fenici (wikt) - Fenoghen (wikt) - Feodor (wikt) - Feodoreanu (wikt) - Feodorof (wikt) - Feodosei (wikt) - Feordean (wikt) - Fer (wikt) - Fera (wikt) - Feran (wikt) - Ferariu (wikt) - Feraru (wikt) - Ferăscu (wikt) - Ferăstrăoaru (wikt) - Ferăstrăuaru (wikt) - Ferbinte (wikt) - Fercală (wikt) - Fercea (wikt) - Ferche (wikt) - Ferchea (wikt) - Fercheluc (wikt) - Ferchezău (wikt) - Ferchi (wikt) - Ferchian (wikt) - Ferchiu (wikt) - Fercu (wikt) - Ferdean (wikt) - Ferdeanu (wikt) - Ferdeleș (wikt) - Ferdeș (wikt) - Ferdeuș (wikt) - Ferdeuși (wikt) - Ferecatu (wikt) - Ferechiu (wikt) - Ferecu (wikt) - Ferecuș (wikt) - Feregan (wikt) - Ferenc (wikt) - Ferencț (wikt) - Ferencu (wikt) - Ferenez (wikt) - Ferenț (wikt) - Ferenți (wikt) - Ferențiu (wikt) - Ferescu (wikt) - Fereștean (wikt) - Fereșteanu (wikt) - Fereșteoaru (wikt) - Ferestrăuariu (wikt) - Ferestreoaru (wikt) - Fereu (wikt) - Fereuc (wikt) - Ferezan (wikt) - Ferfeliuc (wikt) - Ferghete (wikt) - Ferguș (wikt) - Ferianu (wikt) - Feric (wikt) - Fericean (wikt) - Fericel (wikt) - Ferician (wikt) - Ferlea (wikt) - Ferlușcă (wikt) - Fermeșanu (wikt) - Fermezon (wikt) - Fermuș (wikt) - Ferne (wikt) - Fernea (wikt) - Feroiu (wikt) - Ferșiganu (wikt) - Fertea (wikt) - Ferțigan (wikt) - Ferțu (wikt) - Feru (wikt) - Ferugean (wikt) - Ferujan (wikt) - Feruț (wikt) - Feruță (wikt) - Fesachi (wikt) - Feșcu (wikt) - Feșnic (wikt) - Feșten (wikt) - Feșter (wikt) - Feșteu (wikt) - Feștilă (wikt) - Fesuș (wikt) - Fet (wikt) - Fețanu (wikt) - Fetcaș (wikt) - Fetche (wikt) - Fetcu (wikt) - Fetea (wikt) - Fetean (wikt) - Feteanu (wikt) - Fețeanu (wikt) - Fetecău (wikt) - Fetescu (wikt) - Fetic (wikt) - Fetica (wikt) - Fetico (wikt) - Feticu (wikt) - Fetița (wikt) - Fetiță (wikt) - Fetițariu (wikt) - Fetoiu (wikt) - Feurdean (wikt) - Feurdeanu (wikt) | Fi - Fialcovschi (wikt) - Fianu (wikt) - Fiaș (wikt) - Fiastru (wikt) - Fiat (wikt) - Fica (wikt) - Ficău (wikt) - Fichie (wikt) - Ficior (wikt) - Ficioru (wikt) - Ficiuc (wikt) - Ficleanu (wikt) - Ficuț (wikt) - Ficuță (wikt) - Fideoan (wikt) - Fidileș (wikt) - Fiebințeanu (wikt) - Fier (wikt) - Fiera (wikt) - Fierariu (wikt) - Fieraru (wikt) - Fierașcu (wikt) - Fierbințeanu (wikt) - Fierbînțeanu (wikt) - Fierbîntu (wikt) - Fieroiu (wikt) - Fiertu (wikt) - Fifere (wikt) - Fifirig (wikt) - Figan (wikt) - Fighie (wikt) - Figlă (wikt) - Figlea (wikt) - Figură (wikt) - Filache (wikt) - Filaret (wikt) - Filat (wikt) - Filaton (wikt) - Filatu (wikt) - Filcea (wikt) - Filcescu (wikt) - Filculescu (wikt) - Fildan (wikt) - Fildiroiu (wikt) - Filea (wikt) - Filean (wikt) - Filia (wikt) - Filică (wikt) - Filiche (wikt) - Filichi (wikt) - Filigeanu (wikt) - Filimon (wikt) - Filimonescu (wikt) - Filionescu (wikt) - Filioreanu (wikt) - Filip (wikt) - Filipache (wikt) - Filipachi (wikt) - Filipan (wikt) - Filipaș (wikt) - Filipciuc (wikt) - Filipeac (wikt) - Filipeanu (wikt) - Filipescu (wikt) - Filipiac (wikt) - Filipiuc (wikt) - Filipoaia (wikt) - Filipoi (wikt) - Filipoiu (wikt) - Filipovici (wikt) - Filippi (wikt) - Filiș (wikt) - Filișan (wikt) - Filișanu (wikt) - Filișică (wikt) - Filistăcheanu (wikt) - Filiță (wikt) - Filițaș (wikt) - Filiu (wikt) - Filiuță (wikt) - Filmon (wikt) - Filofi (wikt) - Filoimon (wikt) - Filomon (wikt) - Filon (wikt) - Filoș (wikt) - Filostache (wikt) - Filote (wikt) - Filoti (wikt) - Filotie (wikt) - Filotti (wikt) - Filpișan (wikt) - Filuș (wikt) - Fina (wikt) - Finat (wikt) - Finate (wikt) - Finati (wikt) - Fincă (wikt) - Finciu (wikt) - Finichiu (wikt) - Finișer (wikt) - Finta (wikt) - Finteanu (wikt) - Fințescu (wikt) - Finteșteanu (wikt) - Finteușan (wikt) - Fintoiu (wikt) - Fiordean (wikt) - Fiordeanu (wikt) - Fir (wikt) - Fira (wikt) - Firă (wikt) - Firac (wikt) - Firan (wikt) - Firănescu (wikt) - Firaru (wikt) - Firăstrău (wikt) - Firățoiu (wikt) - Firbîntu (wikt) - Firea (wikt) - Firescu (wikt) - Firez (wikt) - Firezar (wikt) - Firfirică (wikt) - Firi (wikt) - Firică (wikt) - Firican (wikt) - Firicel (wikt) - Firicescu (wikt) - Firicioiu (wikt) - Firimiță (wikt) - Firisciac (wikt) - Firișteanu (wikt) - Firițeanu (wikt) - Firiza (wikt) - Firizan (wikt) - Firizea (wikt) - Firizoiu (wikt) - Firnaga (wikt) - Firoi (wikt) - Firoiu (wikt) - Firța (wikt) - Firu (wikt) - Firuia (wikt) - Firuleasa (wikt) - Firulescu (wikt) - Firulete (wikt) - Firulovici (wikt) - Firuț (wikt) - Firuță (wikt) - Firuți (wikt) - Fișaică (wikt) - Fișcă (wikt) - Fiscencu (wikt) - Fiscu (wikt) - Fiscuci (wikt) - Fiscutean (wikt) - Fiscuteanu (wikt) - Fișer (wikt) - Fișic (wikt) - Fiștea (wikt) - Fișteag (wikt) - Fișter (wikt) - Fiștigoi (wikt) - Fistiș (wikt) - Fiștoleanu (wikt) - Fiț (wikt) - Fița (wikt) - Fiță (wikt) - Fițai (wikt) - Fițan (wikt) - Fițărău (wikt) - Fițigău (wikt) - Fițigoi (wikt) - Fițion (wikt) - Fițiu (wikt) - Fițu (wikt) - Fiu (wikt) - Fizedean (wikt) - Fizedeanu (wikt) - Fizeșan (wikt) - Fizeșian (wikt) - Fizeșu (wikt) - Fizi (wikt) | Fî - Fîc (wikt) - Fîcioru (wikt) - Fîciu (wikt) - Fîcea (wikt) - Fîcu (wikt) - Fîlfae (wikt) - Fîlfan (wikt) - Fîlfănescu (wikt) - Fînăreanu (wikt) - Fînăreț (wikt) - Fînariu (wikt) - Fînaru (wikt) - Fînea (wikt) - Fînteușan (wikt) - Fîntînă (wikt) - Fîntînariu (wikt) - Fîntînaru (wikt) - Fîntîneanu (wikt) - Fîntîneru (wikt) - Fîntînoiu (wikt) - Fîrcă (wikt) - Fîrcoiu (wikt) - Fîrdă (wikt) - Fîrtat (wikt) - Fîrte (wikt) - Fîrtea (wikt) - Fîrțescu (wikt) - Fîrțonea (wikt) - Fîsan (wikt) - Fîșcă (wikt) - Fîșcotă (wikt) - Fîșie (wikt) - Fîțu (wikt) |

| Fl - Flacăr (wikt) - Flaeschi (wikt) - Flămând (wikt) - Flămândru (wikt) - Flămânzeanu (wikt) - Flămînd (wikt) - Flămîndu (wikt) - Flămînzanu (wikt) - Flămînzeanu (wikt) - Flaut (wikt) - Flavia (wikt) - Fleacă (wikt) - Fleancu (wikt) - Fleașcu (wikt) - Flec (wikt) - Flecău (wikt) - Flechea (wikt) - Flegher (wikt) - Flegheru (wikt) - Fleică (wikt) - Fleican (wikt) - Flencan (wikt) - Flencana (wikt) - Flenchea (wikt) - Flencheș (wikt) - Flenchia (wikt) - Flendea (wikt) - Flentea (wikt) - Fleșariu (wikt) - Fleșaru (wikt) - Fleșcan (wikt) - Fleșchin (wikt) - Fleșer (wikt) - Fleșeriu (wikt) - Fleșeru (wikt) - Fleșieriu (wikt) - Fleșter (wikt) - Flic (wikt) - Flinta (wikt) - Flintă (wikt) - Flintașu (wikt) - Flintoacă (wikt) - Flip (wikt) - Flisc (wikt) - Fliundra (wikt) - Fliușcă (wikt) - Floare (wikt) - Floarea (wikt) - Floareș (wikt) - Floari (wikt) - Floarii (wikt) - Floca (wikt) - Flocan (wikt) - Flocea (wikt) - Flocică (wikt) - Flocos (wikt) - Flocosu (wikt) - Flocuțescu (wikt) - Flodoroiu (wikt) - Flona (wikt) - Flonataș (wikt) - Flondor (wikt) - Flonta (wikt) - Flontaș (wikt) - Flora (wikt) - Florariu (wikt) - Florca (wikt) - Flore (wikt) - Florea (wikt) - Florean (wikt) - Floreanu (wikt) - Florei (wikt) - Florențiu (wikt) - Florescu (wikt) - Floreșteanu (wikt) - Florgaci (wikt) - Flori (wikt) - Floria (wikt) - Florian (wikt) - Florianu (wikt) - Floriaș (wikt) - Florica (wikt) - Florică (wikt) - Florican (wikt) - Floriceanu (wikt) - Floricel (wikt) - Floricescu (wikt) - Florichescu (wikt) - Florici (wikt) - Floricică (wikt) - Floricioiu (wikt) - Floricoiu (wikt) - Floricu (wikt) - Floriea (wikt) - Florii (wikt) - Florin (wikt) - Florina (wikt) - Florinc (wikt) - Florinceanu (wikt) - Florincuța (wikt) - Floriș (wikt) - Florișca (wikt) - Floriștean (wikt) - Florișteanu (wikt) - Floriță (wikt) - Floroaei (wikt) - Floroaia (wikt) - Floroaica (wikt) - Floroaie (wikt) - Floroi (wikt) - Floroian (wikt) - Floroianu (wikt) - Floroiu (wikt) - Floroni (wikt) - Flororiu (wikt) - Florovici (wikt) - Florț (wikt) - Florțea (wikt) - Floru (wikt) - Floruncuț (wikt) - Floruț (wikt) - Floruța (wikt) - Floruță (wikt) - Floruțiu (wikt) - Floștoiu (wikt) - Flovescu (wikt) - Flucșa (wikt) - Flueran (wikt) - Fluerariu (wikt) - Flueraru (wikt) - Flueraș (wikt) - Fluerașu (wikt) - Fluerătoru (wikt) - Fluereci (wikt) - Fluerici (wikt) - Flueru (wikt) - Flueruș (wikt) - Flueruși (wikt) - Flugeanu (wikt) - Fluieraș (wikt) - Flușcă (wikt) - Flușiu (wikt) - Flutur (wikt) - Fluturaș (wikt) - Fluture (wikt) - Fluturel (wikt) - Fluturu (wikt) | Fo - Foale (wikt) - Foalea (wikt) - Foaleș (wikt) - Foamete (wikt) - Foamite (wikt) - Foană (wikt) - Foanță (wikt) - Foarcoș (wikt) - Foarfă (wikt) - Foarfecă (wikt) - Foarță (wikt) - Foca (wikt) - Focă (wikt) - Focaru (wikt) - Focaș (wikt) - Focea (wikt) - Foceac (wikt) - Focheanu (wikt) - Fochiș (wikt) - Fociac (wikt) - Focică (wikt) - Focioroș (wikt) - Focioruș (wikt) - Fociuc (wikt) - Focșa (wikt) - Focșan (wikt) - Focșăneanu (wikt) - Focșanu (wikt) - Focșeneanu (wikt) - Focșineanu (wikt) - Foculescu (wikt) - Fodoca (wikt) - Fodoiu (wikt) - Fodolică (wikt) - Fodor (wikt) - Fodora (wikt) - Fodorca (wikt) - Fodorcan (wikt) - Fodorcea (wikt) - Fodorea (wikt) - Fodorean (wikt) - Fodoreanu (wikt) - Fodorică (wikt) - Fodoroiu (wikt) - Fodoruț (wikt) - Fodulu (wikt) - Fodur (wikt) - Fofeldea (wikt) - Fofircă (wikt) - Fofîrlică (wikt) - Fofișnac (wikt) - Fofiu (wikt) - Foga (wikt) - Fogădăuan (wikt) - Fogan (wikt) - Fogaraș (wikt) - Fogarași (wikt) - Fogaș (wikt) - Fogel (wikt) - Fogele (wikt) - Foghel (wikt) - Foghiș (wikt) - Fogoraș (wikt) - Fogorași (wikt) - Fogoroș (wikt) - Fogoroși (wikt) - Fogoroșiu (wikt) - Fogu (wikt) - Foia (wikt) - Foica (wikt) - Foiciuc (wikt) - Foidaș (wikt) - Foișor (wikt) - Foișoreanu (wikt) - Foiță (wikt) - Foitoș (wikt) - Foiuț (wikt) - Fojică (wikt) - Fola (wikt) - Folcuț (wikt) - Folcuțescu (wikt) - Foldeș (wikt) - Foldeși (wikt) - Foldiș (wikt) - Folea (wikt) - Foleanu (wikt) - Folescu (wikt) - Folfă (wikt) - Folică (wikt) - Fologea (wikt) - Folosea (wikt) - Foltea (wikt) - Foltean (wikt) - Foltică (wikt) - Foltoș (wikt) - Foltuț (wikt) - Foltuțiu (wikt) - Fomete (wikt) - Fometescu (wikt) - Fomețescu (wikt) - Fomicescu (wikt) - Fonea (wikt) - Fono (wikt) - Fonoage (wikt) - Fonoca (wikt) - Fonoș (wikt) - Fontana (wikt) - Fontaș (wikt) - Fontul (wikt) - Fora (wikt) - Forăscu (wikt) - Forcoș (wikt) - Forda (wikt) - Fordea (wikt) - Forfotă (wikt) - Forga (wikt) - Forgaci (wikt) - Forgaciu (wikt) - Forgoci (wikt) - Foriș (wikt) - Forlafu (wikt) - Formade (wikt) - Formagiu (wikt) - Forminte (wikt) - Forna (wikt) - Fornade (wikt) - Fornea (wikt) - Forogău (wikt) - Foroșigan (wikt) - Foroticean (wikt) - Forotician (wikt) - Forț (wikt) - Forțan (wikt) - Forțescu (wikt) - Forțin (wikt) - Forțiu (wikt) - Forțoeș (wikt) - Forțofoi (wikt) - Forțu (wikt) - Fortuna (wikt) - Fortună (wikt) - Fortunean (wikt) - Fortuneanu (wikt) - Foru (wikt) - Foșălău (wikt) - Fosan (wikt) - Foscalina (wikt) - Foșlea (wikt) - Fost (wikt) - Fostea (wikt) - Foștoc (wikt) - Fota (wikt) - Fotache (wikt) - Fotachi (wikt) - Fotău (wikt) - Fotea (wikt) - Fotescu (wikt) - Foțescu (wikt) - Fotia (wikt) - Fotin (wikt) - Fotonea (wikt) - Fotu (wikt) - Fozecaș (wikt) | Fr - Fracaș (wikt) - Frăcea (wikt) - Frai (wikt) - Fraicor (wikt) - Fraier (wikt) - Frăilă (wikt) - Fraitag (wikt) - Fraitor (wikt) - Frăitoru (wikt) - Framcu (wikt) - Frânc (wikt) - Frânceanu (wikt) - Franchevici (wikt) - Francisc (wikt) - Frânciuc (wikt) - Frânciug (wikt) - Frâncoaie (wikt) - Frâncu (wikt) - Frânculea (wikt) - Frânculescu (wikt) - Frandeș (wikt) - Frandoș (wikt) - Frane (wikt) - Franga (wikt) - Frânghieru (wikt) - Frânghiș (wikt) - Frânghiu (wikt) - Frânghiul (wikt) - Frângoi (wikt) - Frângotă (wikt) - Frângu (wikt) - Frângulea (wikt) - Frângulescu (wikt) - Frânguloiu (wikt) - Franț (wikt) - Frânțescu (wikt) - Franți (wikt) - Franțiu (wikt) - Frântu (wikt) - Franțujan (wikt) - Frăsia (wikt) - Frăsie (wikt) - Frășilă (wikt) - Frasin (wikt) - Frăsin (wikt) - Frăsinaru (wikt) - Frăsincar (wikt) - Frăsincaru (wikt) - Frăsineanu (wikt) - Frăsinel (wikt) - Frăsinescu (wikt) - Frăsinoi (wikt) - Frățănescu (wikt) - Frătăuceanu (wikt) - Frate (wikt) - Fratea (wikt) - Frătean (wikt) - Frățean (wikt) - Frățeanu (wikt) - Frateș (wikt) - Frățescu (wikt) - Frățian (wikt) - Frățică (wikt) - Frăticiu (wikt) - Frățilă (wikt) - Frățilescu (wikt) - Frățiloiu (wikt) - Frățiman (wikt) - Frățiș (wikt) - Frătița (wikt) - Frătiță (wikt) - Frățoi (wikt) - Frățoiu (wikt) - Fratoștițeanu (wikt) - Fratu (wikt) - Frătuț (wikt) - Frătuțescu (wikt) - Frătuțu (wikt) - Freanț (wikt) - Freanță (wikt) - Frecan (wikt) - Frecățeanu (wikt) - Frecățel (wikt) - Frecăuțanu (wikt) - Frecăuțeanu (wikt) - Frecea (wikt) - Freci (wikt) - Freciu (wikt) - Frecuș (wikt) - Frenchel (wikt) - Frenț (wikt) - Frențe (wikt) - Frențel (wikt) - Frențescu (wikt) - Frenți (wikt) - Frențiu (wikt) - Frențoni (wikt) - Frențușcă (wikt) - Fretici (wikt) - Frîcioiu (wikt) - Friciu (wikt) - Fricosu (wikt) - Friculescu (wikt) - Frigea (wikt) - Frigecâine (wikt) - Frigescu (wikt) - Frighenciu (wikt) - Frigioi (wikt) - Frigioiu (wikt) - Frigură (wikt) - Frij (wikt) - Frija (wikt) - Frijan (wikt) - Frimoiu (wikt) - Frimu (wikt) - Frîmu (wikt) - Frînc (wikt) - Frîncșan (wikt) - Frîncu (wikt) - Frînculescu (wikt) - Frînd (wikt) - Frînghie (wikt) - Frînghiu (wikt) - Frîngu (wikt) - Frîntu (wikt) - Friptu (wikt) - Frișan (wikt) - Frișcan (wikt) - Friț (wikt) - Fritea (wikt) - Froicu (wikt) - Frolu (wikt) - Fron (wikt) - Frone (wikt) - Fronea (wikt) - Fronescu (wikt) - Fronie (wikt) - Fronoiu (wikt) - Frosin (wikt) - Fructiceanu (wikt) - Frugină (wikt) - Fruja (wikt) - Frujină (wikt) - Frujinoiu (wikt) - Frumențiu (wikt) - Frumoasa (wikt) - Frumos (wikt) - Frumoșeanu (wikt) - Frumosu (wikt) - Frumosul (wikt) - Frumușani (wikt) - Frumușanu (wikt) - Frumușeanu (wikt) - Frumușelu (wikt) - Frumuzache (wikt) - Frunceac (wikt) - Frunda (wikt) - Fruntaș (wikt) - Frunțeanu (wikt) - Fruntelată (wikt) - Fruntoae (wikt) - Frunză (wikt) - Frunzache (wikt) - Frunzar (wikt) - Frunzaru (wikt) - Frunzăverde (wikt) - Frunze (wikt) - Frunzescu (wikt) - Frunzete (wikt) - Frunzică (wikt) - Frunzuc (wikt) - Frunzucă (wikt) - Frunzulică (wikt) - Frunzuliță (wikt) - Frupoiu (wikt) - Frusina (wikt) - Frusină (wikt) - Frusinoiu (wikt) - Fruta (wikt) | Ft - Ftene (wikt) | Fu - Fucă (wikt) - Fuchilă (wikt) - Fucigiu (wikt) - Fuciu (wikt) - Fudulache (wikt) - Fuduli (wikt) - Fudulică (wikt) - Fudulu (wikt) - Fuerariu (wikt) - Fuerea (wikt) - Fueriu (wikt) - Fueru (wikt) - Fufezan (wikt) - Fuga (wikt) - Fugaciu (wikt) - Fugaciv (wikt) - Fugărelu (wikt) - Fugărețu (wikt) - Fugaru (wikt) - Fugașin (wikt) - Fugătă (wikt) - Fuge (wikt) - Fughel (wikt) - Fughină (wikt) - Fugigiu (wikt) - Fugui (wikt) - Fuia (wikt) - Fuică (wikt) - Fuicu (wikt) - Fuier (wikt) - Fuierea (wikt) - Fuioagă (wikt) - Fuior (wikt) - Fuiorea (wikt) - Fujer (wikt) - Fulaș (wikt) - Fulău (wikt) - Fule (wikt) - Fulea (wikt) - Fulfuc (wikt) - Fulga (wikt) - Fulgă (wikt) - Fulgeanu (wikt) - Fulger (wikt) - Fulgescu (wikt) - Fulgheci (wikt) - Fulgoi (wikt) - Fulgoș (wikt) - Fulgu (wikt) - Fulgulescu (wikt) - Fulguleț (wikt) - Fulgușin (wikt) - Fulguță (wikt) - Fuliaș (wikt) - Fulicea (wikt) - Fuluș (wikt) - Fumărel (wikt) - Fumea (wikt) - Fumu (wikt) - Fumureanu (wikt) - Fumurescu (wikt) - Fumuru (wikt) - Funar (wikt) - Funargiu (wikt) - Funariu (wikt) - Funaru (wikt) - Fundăcescu (wikt) - Fundățeanu (wikt) - Fundătoreanu (wikt) - Fundătureanu (wikt) - Fundeanu (wikt) - Fundeneanu (wikt) - Fundiur (wikt) - Fundoianu (wikt) - Fundu (wikt) - Funduc (wikt) - Funduianu (wikt) - Fundulea (wikt) - Fundulu (wikt) - Funer (wikt) - Funeriu (wikt) - Funețan (wikt) - Funică (wikt) - Funie (wikt) - Funieru (wikt) - Funingănă (wikt) - Funingină (wikt) - Furău (wikt) - Furcă (wikt) - Furcea (wikt) - Furcic (wikt) - Furcoi (wikt) - Furcoiu (wikt) - Furculeșteanu (wikt) - Furculiță (wikt) - Furcuțac (wikt) - Furda (wikt) - Furdea (wikt) - Furdean (wikt) - Furdiță (wikt) - Furdiu (wikt) - Furdiuc (wikt) - Furduescu (wikt) - Furdui (wikt) - Furduiu (wikt) - Furdulea (wikt) - Furfurică (wikt) - Furică (wikt) - Furiș (wikt) - Furlea (wikt) - Furmă (wikt) - Furmuzache (wikt) - Furnărachiș (wikt) - Furnea (wikt) - Furneagiu (wikt) - Furnică (wikt) - Furnigă (wikt) - Furnigea (wikt) - Furtoș (wikt) - Furtună (wikt) - Furulescu (wikt) - Furz (wikt) - Fusa (wikt) - Fusache (wikt) - Fusărică (wikt) - Fusariu (wikt) - Fusaru (wikt) - Fușle (wikt) - Fușneică (wikt) - Fusoi (wikt) - Fuștei (wikt) - Fustoș (wikt) - Fusu (wikt) - Fuțui (wikt) |